# Stazione di Suno
La stazione di Suno è una fermata ferroviaria posta sulla linea Novara-Domodossola al servizio dell'omonimo comune, in frazione Baraggia.

## Storia
La stazione di Suno fu inaugurata nel 1864, con l'apertura della tratta Novara-Gozzano.

## Strutture e impianti

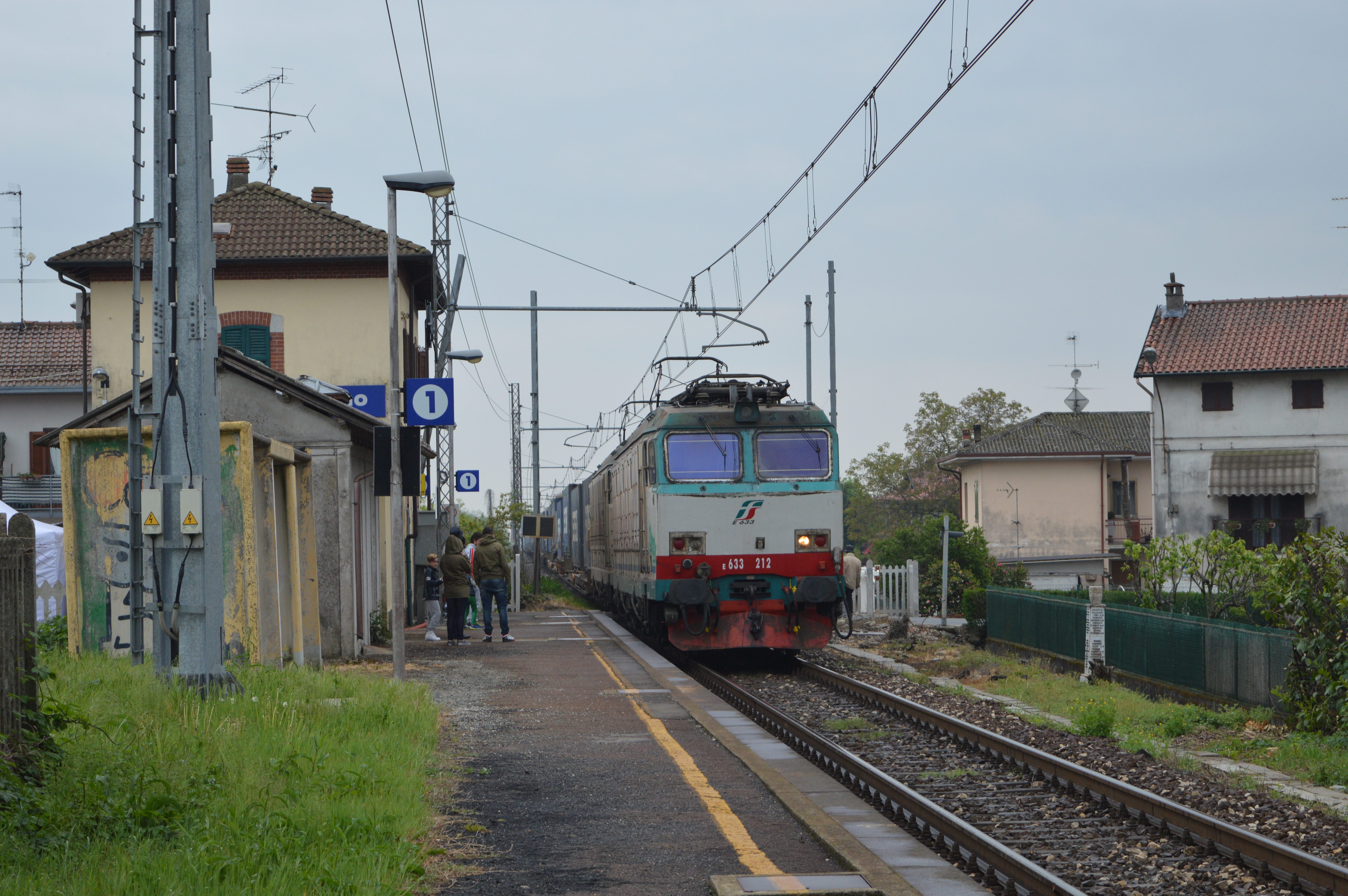
Binario lato Novara con treno merci in DT in transito

La fermata è gestita da Rete Ferroviaria Italiana la quale ai fini commerciali classifica l'impianto nella categoria "Bronze".
Il fabbricato viaggiatori della fermata di Suno, inaugurato il 17 Settembre 1887, è un edificio a tre moduli. La fermata risultava impresenziata quando è stata elettrificata la linea nel 2001. Accanto all'ex fabbricato viaggiatori, chiuso all'utenza, vi è l'accesso alla banchina dell'unico binario presente.
Un modulo del piano terreno del fabbricato è utilizzato da RFI per le apparecchiature di linea GSM-R. Nelle immediate vicinanze vi è un piccolo e basso stabile, di foggia più moderna della stazione che contiene le apparecchiature per il funzionamento dei sette passaggi a livello e segnali sulla tratta che include la stazione stessa. In parte a questo stabile è presente un motogeneratore per assicurare il corretto funzionamento delle apparecchiature in caso di avaria della rete elettrica.
La fermata è adiacente ad un passaggio a livello, situato sul lato Novara. Sul lato Domodossola sono presenti due piccoli prefabbricati ospitanti una panca coperta dalle intemperie che è l'attuale zona di attesa del treno.
Nel 2016 la fermata ha subito un intervento di ristrutturazione consistente in una nuova illuminazione esterna e la recinzione dell'area ex servizi igienici e magazzino merci, in previsione del futuro ampliamento del Museo Ferroviario. Ad aprile 2017 RFI ha provveduto a dare una ristrutturata esterna agli edifici lungo la banchina. Ora risulta imbiancato con i colori della stazione anche il magazzino merci (MM), prima in nudo cemento.
La stazione di Suno non è sempre stata di colore giallo e con l'attuale architettura. Documenti presenti nel Museo Ferroviario testimoniano che in passato, circa negli anni '70/'80 era di colore rosso con un "gabbiotto" sporgente sulla banchina per ospitare gli apparati di manovra dei passaggi a livello. Questo è stato rimosso sicuramente dopo il 1984 quando l'ammodernamento della linea ha reso impresenziata la fermata. In un passato ancora più remoto, sul lato che affaccia la piazza antistante, quella che ora è una finestra murata era una porta del tutto simile alle altre. Si può notare ancora il gradino basso e il secondo gradino utilizzato come davanzale. La finestra è stata murata, in una sessione di manutenzione, perché le persiane delle stesse risultavano danneggiate a causa l'interferenza con il piccolo tetto metallico, ora rimosso, che proteggeva lo schermo con gli orari che nessuno ricorda acceso, perché da sempre danneggiato da atto vandalico.  Lo stesso, con il sopra citato tetto sono stati rimossi tra il 2013 e il 2017 in tempi differenti. Sul lato binari era presente una obliteratrice di prima generazione (gialla e rettangolare), poi rimossa e sostituita con una di quelle oblunghe moderne verdi e grigie, ma mai entrata in funzione, rimossa anch'essa prima del 2017. Sul lato che affaccia verso Domodossola, la finestra del piano superiore è murata in modo che dall'esterno sembri solo con le persiane chiuse; non si ha notizia del periodo di questa modifica.

## Museo Ferroviario di Suno
La parte non utilizzata da RFI del fabbricato viaggiatori è in comodato d'uso, per mezzo del comune stesso di Suno, all'associazione Ferroamatori Sunesi & Fermodellisti Sunesi che vi ha allestito il Museo Ferroviario di Suno, inaugurato il 25 aprile 2013. Il museo include nella sua collezione cimeli storici, diorami e modelli legati al mondo dei treni e delle ferrovie.

## Movimento
La fermata è servita da treni regionali svolti da Trenitalia nell'ambito del contratto di servizio stipulato con la Regione Piemonte.